# Víctor Brown
Víctor Brown (7 de març de 1927) és un exfutbolista bolivià.

## Selecció de Bolívia
Va formar part de l'equip bolivià a la Copa del Món de 1950.